# Linzer Strünzer

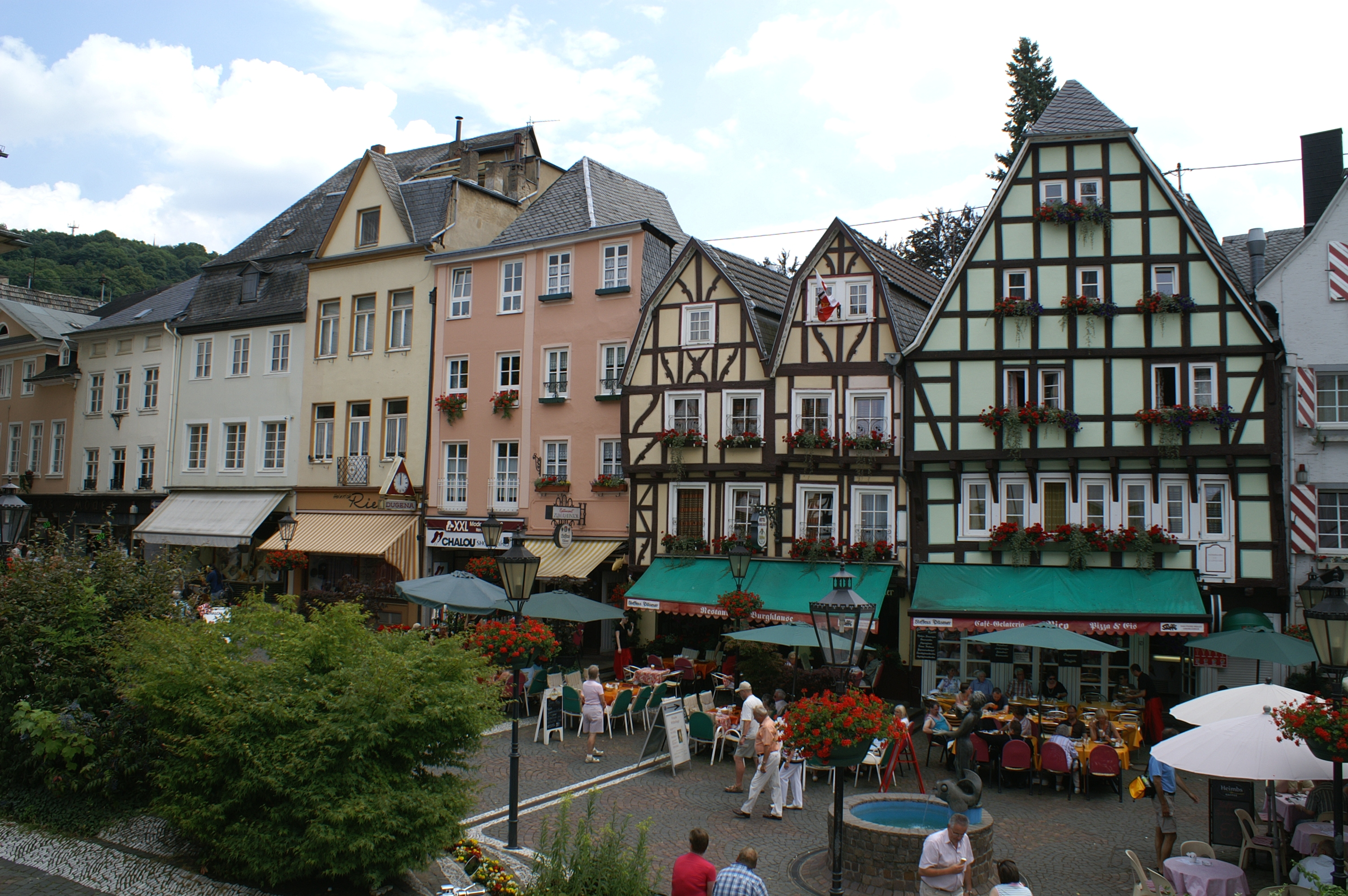
Linzer Burgplatz

Der Linzer Strünzer ist ein Ortsneckname – und man sagt, auch ein Menschentyp – des Rheinlandes, dem in der Stadt Linz am Rhein ein Denkmal am sogenannten Strünzerbrunnen gewidmet ist.
Als Typus ist er ein herzlicher, fast liebevoller Zeitgenosse, der zu Übertreibungen im  „Schwatzen“ und beim Feiern neigt. Der Name kommt vom Dialektwort  „strunzen“ (rheinisch für „aufschneiden“).
Als historisch bekanntester Strünzer und Lokalheld gilt der Gastwirt Jupp (Josef) aus dem Schwedenkrieg, den die Stadtväter zu Beginn der Belagerung um einen Ausweg gefragt haben. Jupp meinte nach kurzem Überlegen, einige Gruppen mutiger Männer sollten versuchen, die Schweden durch nächtliche Feuerbrände und Lärmschlagen mit Eisentöpfen  rings um ihr Lager in Angst vor einer unerwarteten Übermacht der Verteidiger zu versetzen. Statt die schmucke Kleinstadt zu belagern, sollen sie daraufhin in Panik geflohen und nie wieder gekommen sein.
Neben dem Linzer Strünzerbrunnen am Linzer Burgplatz ist nach der Gestalt dort auch benannt: 
- der Strünzerkeller (im Haus Bucheneck),
- der Strünzer-Geist, ein hochprozentiger Kräuterschnaps
- die Strünzer-Werbung (Stadtentwicklungsgesellschaft).
- die Strünzerwurst (eine lokal angebotene, extra große Currywurst)
- der Stünzer-Scheck (ein Gutschein für die teilnehmenden Geschäfte der Linzer Werbegemeinschaft)